# Ugo Tognazzi
Ugo Tognazzi, született Ottavio Tognazzi (Cremona, 1922. március 23. – Róma, 1990. október 27.) háromszoros David di Donatello-díjas olasz színész, rendező és forgatókönyvíró. 
1950-ben kezdett filmezni. Az egyik legfoglalkoztatottabb színész volt, az olasz filmművészet öt „szent szörnyetegének” egyike (Vittorio Gassman, Marcello Mastroianni, Alberto Sordi és Nino Manfredi mellett). Legemlékezetesebb szerepeit az 1960-as és 1970-es években játszotta. A legkülönbözőbb műfajú filmekben szerepelt, a komédia különösen testhezálló volt számára. Néhány filmet rendezőként is forgatott, e területen azonban nem tartozott az élvonalba. Magánemberként járt Magyarországon is.

## Pályafutása

### A kezdetek
Ugo Tognazzi édesapja egy biztosítótársaság ügynöke volt, aki sok különböző városban élt a családjával. Első színházi bemutatkozása a bergamói Donizetti színházban, már négyéves korában megtörtént. Tízéves volt, amikor szülei megpróbálták a zenei pálya felé irányítani, és hegedűórákra járatták. Ottavio öt lecke után abbahagyta a zenetanulást. Évtizedekkel később azt nyilatkozta, hogy hiányzott belőle a különleges erőfeszítés képessége, a kitartás és a makacsság. A színészethez viszont szerinte „csupán” tehetség kellett, merészség és „némi őrület”. Tognazzi úgy vélte, rendelkezik ezekkel a tulajdonságokkal. 14 éves volt (1936), amikor a család visszaköltözött Cremonába. Itt egy húsüzemben kezdett dolgozni. Az ottani színjátszókörben is szerepelt. A második világháború kitörése után besorozták a hadseregbe. Csak 1943 szeptemberében, a Badoglio-féle fegyverszünetet követően tért haza. Cremonában levéltárosként dolgozott és rövid ideig tagja volt a Fekete brigádoknak. A színjátszás iránti szenvedélye már katonakorában megmutatkozott, bajtársait gyakran szórakoztatta humoros magánszámaival. 1945-ben Milánóba ment, ahol Wanda Osiris színtársulatához csatlakozott. Egy musicalben lépett először színpadra. 1951-ben társult Raimondo Vianello komikussal. Duójuk 1954 és 1960 között igen népszerű volt az újonnan létrejött Rai TV-nek köszönhetően. Szókimondó, nem egyszer vaskos humorú műsorukat azonban esetenként cenzúrázták. Tognazzi 1950-ben debütált a filmvásznon. Filmszínészi pályafutása első évtizedének alkotásai filmtörténeti szempontból nem jelentősek, bár többségük nem volt sikertelen. A színész viszont megtanulta, hogy a minőséghez előbb a mennyiséget kell teljesítenie, vagyis először népszerűséget kell szereznie, amely aztán megadja számára azt a hatalmat, hogy válogathasson a felkérések között.

### Az 1960-as évek
Tognazzi pályáján Luciano Salce filmje, A szövetséges (1961) jelentette a meghatározó fordulatot. Egy meggyőződéses fasisztát formált meg, Primo Arcovazzit, akinek a rendszer egyik ellenségét, egy professzort (Georges Wilson) kell Abruzzóból Rómába szállítania. Az ellentétes világnézeteket képviselő két férfi között már-már barátság bontakozik ki, ám hiába közeleg a végső összeomlás, melynek megannyi jelét tapasztalják útjuk során, Arcovazzi fanatikus hite a fasiszta rezsimben nem rendül meg. Tognazzi ezzel az alakításával bebizonyította, hogy a legnagyobbak között a helye. Egy kisebb szerepben az olasz filmművészet állócsillaga, Stefania Sandrelli is ekkor debütált. A szövetséges sikerét természetesen hasonló alkotások tucatjai próbálták meglovagolni, melyeknek alkotói Tognazzi közreműködésére is igényt tartottak. Sergio Corbucci komédiája, A legrövidebb nap (1962) az akkoriban aktuális hollywoodi filmsiker, A leghosszabb nap (1962) paródiája az olasz filmvilág krémjének felvonultatásával. A parádés szereposztás ellenére az olasz produkció fogadtatása nem volt túl kedvező. Sikernek bizonyult viszont Dino Risis vígjátéka, a Római menetelés (1963), amely a fasizmus „hőskorában” játszódik. Tognazzi partnere: Vittorio Gassman. Ugyanebben az esztendőben került a mozikba a Risi–Tognazzi–Gassman-trió másik közös filmje, a Szörnyetegek (1963) is. A 20 mulatságos epizódból álló szkeccsfilm találó körképet adott a korabeli olasz társadalomról. 1963-ban kezdődött Tognazzi együttműködése Marco Ferrerivel, a modern filmművészet szarkasztikus humorú képviselőjével. A méhkirálynő című szatírában Tognazzi egy negyvenes éveiben járó férjet játszik, aki nőül veszi a fiatal, gyönyörű, jó családból származó és erényes Reginát (Marina Vlady), ám egyre kevésbé tud lépést tartani az asszonyka mohó szexuális étvágyával. A következő évben Tognazzi kétszer is forgatott Ferreri irányítása alatt. A Kontraszex (1964) ismét szkeccsfilm volt (a műfaj az 1960-as években virágkorát élte Olaszországban), A majomasszony (1964) pedig allegória a nők kizsákmányolásáról. A címszerepet Annie Girardot játszotta, akire állítólag minden forgatási napon órákon át ragasztották a szerepéhez szükséges szőrt. A vérbosszú ősi szicíliai szokása áll Luigi Zampa Becsületbeli ügy (1966) című tragikomédiájának középpontjában. Nagy siker volt Magyarországon is Gian Luigi Polidoro vígjátéka, az Amerikai feleség (1965), amelyben Tognazzi ismét Marina Vladyval játszott együtt. Az évtized egyik kevéssé méltányolt, ám nagy hatású drámája volt a tragikus balesetben elhunyt Antonio Pietrangeli Én jól ismerem őt (1965) című alkotása, egy fiatal lány tragédiával végződő karriertörténete. Az akkor még tizenéves Stefania Sandrelli megrázó alakítást nyújtott a hősnő, Adriana szerepében, férfi partnerei között pedig Tognazzi mellett felbukkant Nino Manfredi, Jean-Claude Brialy, Mario Adorf, Franco Fabrizi és Franco Nero is.
Pietro Germi Egy erkölcstelen férfi (1967) című szatírájában Ugo Tognazzi egy bigámista zenészt alakított, aki nem csupán élvezte a három házasság nyújtotta örömöket, hanem lelkiismeretesen gondoskodni is akart mindhárom családjáról, ám erejét és egészségét mindez egyre inkább igénybe vette. Dino Risi szellemes vígjátéka az Ölj meg, csak csókolj! (1968), amelyben Tognazzi Nino Manfredi és Pamela Tiffin partnere volt. Gian Luigi Polidoro Federico Fellinivel egy időben készített filmet Petronius Satyricon című töredékesen fennmaradt ókori regényéből. Amíg Fellini alkotásának hangvétele drámai volt, addig Polidoro a humor felől közelített a történethez. Noha az ő verziója került előbb a mozik műsorára, mégis hamar feledésbe merült, mivel az olasz cenzúra obszcenitás vádjával betiltotta. E filmben Tognazzi Trimalchio szerepét játszotta. A magyar mozikban is sikerrel vetítették Luigi Magni A karbonárók (1969) című, a 19. században játszódó történelmi drámáját, amelynek parádés szereposztásában Tognazzi és Manfredi mellett fontos feladat jutott Claudia Cardinale, Britt Ekland, Robert Hossein, Enrico Mario Salerno, Renaud Verley és Alberto Sordi számára is. Pier Paolo Pasolini egyik legvitatottabb – és legkevésbé méltányolt – alkotása a Disznóól (1969), melynek párhuzamosan futó két története a polgári világ felbomlásának szükségszerűségét szimbolizálja. Tognazzi a polgári miliőben játszódó rész egyik szereplője. Ettore Scola Kisvárosi felügyelő (1969) című tragikomédiájának címszerepében Tognazzi megpróbálja feltárni, hogy micsoda erkölcstelen életvitel jellemez bizonyos tisztes polgárokat, ám ügybuzgalmát a felettesei nem nézik túl jó szemmel.

### Az 1970-es évek
Az 1970-es években Tognazzi sikert sikerre halmozott. Alberto Lattuada Jöjjön el egy kávéra hozzánk! (1970) című komédiája Piero Chiara La spartizione című regénye alapján készült. (Egy kisebb szerepet maga a szerző játszik.) Ebben egy középkorú agglegény, Emerenziano Paronzini (Tognazzi) élvezi annak minden előnyét, hogy három hervadozó vénlány próbálja behálózni. Vígjáték volt Franco Giraldi Nászéjszaka a börtönben (1971) című filmje is, amelyben a Tognazzi játszotta férfi börtönbe kerül egy fiatal nő (Monica Vitti) vallomása miatt, de a kissé bolondos teremtésben feltámad a kétely, hogy talán tévedett, és ez számos mulatságos szituációt teremt. Az 1970-es évek első felében Tognazzi 3-3 filmet forgatott Marco Ferrerivel és Mario Monicellivel. Az audiencia (1971) című Ferreri-mű főszereplője (Enzo Jannacci alakítja) reménytelen próbálkozásokat tesz arra, hogy négyszemközt beszélhessen a pápával. A nagy zabálás (1973) négy főszereplője – Tognazzi, Marcello Mastroianni, Michel Piccoli és Philippe Noiret – az öngyilkosság sajátos formáját választja: halálra eszi magát egyikőjük vidéki villájában egy molett tanítónő ˙(Andréa Ferréol) asszisztálásával. A Ne nyúlj a fehér nőhöz! (1974) – ugyancsak Tognazzi, Mastroianni, Piccoli és Noiret főszereplésével – rendhagyó western, melynek szereplői a legendás Little Big Horn-i csatát játsszák el egy párizsi építési területen. (E csata Custer tábornok és az indiánok között kivételesen az utóbbiak győzelmével ért véget, Custer az ütközetben elesett.) A női főszereplő: Catherine Deneuve. A Monicellivel közös filmek sorát Az ezredeseket akarjuk (1973) című politikai szatíra indította, mely egy fiktív jobboldali puccskísérlet története Olaszországban. Az Olcsó regény (1974) tragikomédia egy középkorú olasz gyári munkásról, aki gyönyörű tizenéves keresztlányát (Ornella Muti) vette feleségül, de egy idő után arra gyanakszik, hogy a fiatalasszony megcsalta őt egy jóképű rendőrrel (Michele Placido). A Férfiak póráz nélkül (1975) négy jó barát mulatságos története, akik felkerekednek, hogy meglátogassák ötödik társukat. Útközben nem csupán felidézik régi kalandjaikat, hanem újakban is részt vesznek. A nagy sikerre való tekintettel a filmhez két folytatás is készült az 1980-as években. Luciano Salce Narancsos kacsasült (1975) című komédiájában a temperamentumos Lisa (Monica Vitti) egy másik férfi kedvéért el akarja hagyni a férjét (Tognazzi), aki viszont meghívja magukhoz a gaz csábítót egy hétvégére. Hogy Lisát féltékennyé tegye, meghívja a titkárnőjét is, akit a szeretőjeként mutat be a feleségének.
Könnyed kikapcsolódást jelent a néző számára Dino Risi Fehér telefonok (1976) című vígjátéka, amely a fasizmus idején játszódik, és egy naiv szobalány (Agostina Belli) tündöklő, ám rövid színésznői karrierjének történetét mondja el. Tognazzi kicsiny, de emlékezetes szerepet játszott a filmben: egy púpos ügyeskedőt, aki bármilyen aljasságra képes, amiből hasznot remélhet. Sergio Citti A kabin (1977) című filmje az olasz átlagemberek különböző típusait mutatja be, akik ugyanazon a napon vesznek igénybe egy ostiai fürdőkabint. A rendező fivére, Franco Citti és barátja, Ninetto Davoli mellett olyan ismert színészeket sikerült megnyerni egy-egy kisebb szerepre, mint Tognazzi, Catherine Deneuve, Michele Placido, Mariangela Melato, Paolo Stoppa és az amerikai Jodie Foster. Dino Risi az Első szerelem (1978) című alkotásában újra összehozta az Olcsó regény párosát, Ugo Tognazzit és Ornella Mutit. A történet ismét egy korosabb férfiról szól, aki belehabarodik egy nálánál jóval fiatalabb lányba. A film egyik szereplője az 1930-as évek egykori sztárja, Caterina Boratto. Az 1970-es évek végének egyik legnagyobb európai filmsikere volt Édouard Molinaro Őrült nők ketrece (1978) című komédiája egy öregedő homoszexuális párról, akik mulatságos szituációkba keverednek, miután egyikőjük fiatalkori ballépésének gyümölcse nősülni készül, ráadásul egy bigott képviselő lányát kívánja oltár elé vezetni. A címbéli frivol mulatóhely tulajdonosát Tognazzi játszotta, élettársát, a mulató transzvesztita sztárját a nagyszerű Michel Serrault formálta meg. Természetesen készültek folytatások is, de sem a második, sem a harmadik rész nem tudta megismételni az előzmény színvonalát és sikerét. Az európai filmvilág nagy sztárjait vonultatja fel Luigi Comencini Forgalmi dugó (1979) című alkotása, amely egy 36 órán át tartó, Róma környéki közlekedési dugóban lejátszódott kisebb-nagyobb emberi drámákat meséli el.

### Az 1980-as évek
Tognazzi munkatempója az 1980-as években valamelyest csökkent, nem csupán az öregedés, hanem az európai filmművészet kezdődő válsága miatt is. Ennek ellenére ebben az évtizedben is jutott néhány hálás szerep a színésznek. Ettore Scola A terasz (1980) című alkotása gunyoros körképet ad arról, mivé lettek az 1950-es, 1960-as évek lázadó fiataljai. A film külföldön nagyobb siker volt, mint Olaszországban, a színészeket – Tognazzi, Jean-Louis Trintignant, Vittorio Gassman, Serge Reggiani, Stefania Sandrelli, Marcello Mastroianni, Carla Gravina és mások – azonban általában mindegyik kritikus dicsérte. Bernardo Bertolucci Egy nevetséges ember tragédiája (1981) című drámája megbukott Itáliában, Ugo Tognazzit azonban a főszerepben nyújtott alakításáért díjazták Cannes-ban, sőt az olasz kritikusok Ezüst Szalag díját is átvehette. A történet főszereplője egy paraszti sorból kiemelkedett sajtgyáros, akinek a szeme láttára rabolják el a fiát, ám az akkori zavaros olasz belpolitikai helyzetben az apa még abban sem biztos, hogy a fia nem játszott-e össze az elrablóival. Tognazzi Joseph Pujolt, az akaratlagosan szabályozott szellentéseivel (!) híressé vált francia férfit játszotta Pasquale Festa Campanile Il Petomane (1983) című filmjében. Dino Risi A pajzán Dagobert király (1984) című történelmi vígjátéka a forgatókönyv többszörös átírásával született meg. Tognazzi szerepe – I. Honorius pápa – például az eredeti szkriptben kevésbé volt kidolgozott. Miután kiderült, hogy a figurát az olasz színész fogja játszani, a szerepet ki kellett bővíteni. Ez nem csupán annyit jelentett, hogy több szöveget kellett neki írni, hanem át kellett értelmezni az egész alaptörténetet. Ekkor került be a cselekménybe az álpápa alakja, szintén Tognazzi megformálásában. A címszerepet az ismert francia komikus, Coluche játszotta, de szerepet kapott Michel Serrault is. Tognazzi ezt követő filmjei részben nem igazán jelentősek, részben a magyar közönség számára ismeretlenek. A művész 1990-ben hunyt el agyvérzés következtében.

### A rendező
Tognazzi öt mozifilmet rendezett, melyek mindegyike igényes és figyelemre méltó alkotás, ám egyiket sem illeti meg kiemelt hely a filmtörténetben. A magyar közönség utolsó rendezését, az Éjszakai utazókat (1979) ismerheti a legjobban, mivel a hazai filmszínházak csupán ezt mutatták be. A film cselekménye az új évezred fordulóján játszódik. Arról szól, hogy az 50 év felettieknek távozniuk kell a társadalomból, és egy luxus menhelyre költözniük. Ez azonban csak átmeneti állomás, a végső cél a társadalom számára fölösleges teherré vált középkorúak és idősek megsemmisítése. A bemutató óta eltelt évtizedek alatt a téma különösen aktuálissá vált. Az új évezredben ugyanis a fejlett társadalmak égető problémájává vált az elöregedés: egyre kevesebb gyermek születik, miközben az életkor felső határai kitolódnak. Ezzel a változással temérdek feszültség és probléma fog együtt járni, melyekre minél előbb megoldást kell találni – Magyarországon is.

## Ars poetica
Tognazzit a filmlexikonok általában az olasz kispolgár ideális megszemélyesítőjeként méltatják, ugyanakkor úgy vélik, játékstílusa nemzetközi volt. Ő maga erről úgy nyilatkozott, hogy szerepei eljátszásakor mindig a figurák mentalitását igyekezett megragadni, de kerülte a külsőségek – például a dialektus – túlzott hangsúlyozását. A spontaneitás híve volt, a szerepeit soha nem tanulta meg előre, mert az volt a véleménye, hogy azáltal mesterkéltté válna az alakítása. A szöveghez hasonlóan a gesztusokat sem gyakorolta be előre, hanem a szituációra bízta magát. Álláspontja szerint ilyenkor jobban előjöttek a forgatókönyv esetleges hibái, lehetett csiszolgatni, javítani az előre megírt mondatokon. Játékstílusát azonban inkább ösztönösnek tartotta, nem pedig improvizációnak: hagyta, hogy az eljátszandó figura hasson rá, átvegye a temperamentumát és az érzéseit, és ezek határozzák meg a gesztusokat és a szövegmondást. E munkamódszernek köszönhetően senkit nem tartott a példaképének. Azt nyilatkozta, hogy tulajdonképpen mestere volt mindenki, akivel az életében találkozott, hiszen semmilyen színiiskolát nem végzett. Szerinte az ő szakmájában a legfontosabb tennivaló: látni és megfigyelni más embereket.

## Magánélete
Tognazzi nagy nőfaló hírében állt, magánéletével éppen ezért sokat foglalkozott a bulvársajtó. A történetek között persze számos túlzó is megjelent, ám elég sok históriának valós alapja volt. Az 1950-es évek közepén Ugo Tognazzit szoros érzelmi szálak fűzték Pat O’Hara színésznőhöz. E kapcsolatból született első fia, Ricky Tognazzi, aki szintén színész lett, s már gyerekkorában játszott az apjával, sőt felnőttként is voltak közös munkáik, de nemzetközi hírnevét mégis inkább filmrendezői munkásságának köszönheti. A művész kétszer nősült. 1963-ban vette feleségül Margrete Robsahm (*1942) norvég színésznőt, Fred Robsahm színész nővérét, Agostina Belli sógornőjét. E házasságból született Thomas Robsahm producer, rendező és színész. A frigy csupán néhány hónapig tartott, ám az olasz törvények miatt csupán 1972-ben tudtak elválni, amikor Tognazzi újra megnősült. Második felesége Franca Bettoia színésznő volt. A párnak már 1967-ben megszületett a közös gyermeke, Gianmarco Tognazzi színész. Született egy lányuk is, Maria Sole Tognazzi, aki később szintén apja hivatását választotta. Ugo Tognazzinak papír szerint tehát összesen négy gyermeke született. Kolléganői közül viszonyt folytatott Hélène Chanel és Caprice Chantal francia színésznőkkel is.
Tognazzi a nőügyei mellett híres volt főzőtudományáról is. Ő maga erről úgy nyilatkozott, hogy számára a főzésben is az alkotás élménye a legizgalmasabb, és az a lehetőség, hogy főztjével örömet szerezhet barátainak, a számára kedves embereknek. Nemcsak az olasz konyha specialitásait ismerte, hanem tanulmányozta a külföldi konyhák különlegességeit is. Több filmjében játszott olyan szerepet, ahol esetében főzési tudományára is szükség volt, mint például A nagy zabálásban és az Őrült nők ketrecében.

## Filmjei
(A vastagbetűs filmeket ő maga rendezte.)
- 1950: I cadetti di Guascogna; Ugo Bossi
- 1951: Auguri e figli maschi!, Mario
- 1951: La paura fa 90; Anastasio Lapin / Saverio Bompignac
- 1951: Una bruna indiavolata; Carlo Soldi
- 1953: L’incantevole nemica; gyárigazgató
- 1953: Sua Altezza ha detto no!; Ronchi
- 1953: Siamo tutti milanesi; Filippo
- 1953: Café chantant; önmaga
- 1954: Ridere! Ridere! Ridere!; doktor
- 1954: Milanesi a Napoli; Franco Baraldi
- 1954: Ha lenne 100 millióm (Se vincessi cento milioni), az Il principale c. epizódban; Ugo
- 1955: La moglie è uguale per tutti; Ugo
- 1958: Domenica è sempre domenica, Carlo
- 1958: Totò nella luna; Achille Paoloni
- 1958: Mia nonna poliziotto; Lucio
- 1958: Il Terribile Teodoro
- 1959: Fantasmi e ladri; Gaetano
- 1958: Marinai, donne e guai; Domenico Campana
- 1959: Non perdiamo la testa; Tony Cuccar
- 1959: Az írnok és az írógép (Policarpo „ufficiale di scrittura”); professzor (név nélkül)
- 1959: Le cameriere; Mario
- 1959: Le confident de ces dames; Cesare de Corte Bianco vikomt
- 1959: Noi siamo due evasi; Bernardo Cesarotti
- 1959: La sceriffa; Colorado Joe
- 1959: Santa Lucia hercegnője (La duchessa di Santa Lucia); az ügyvéd
- 1959: La cambiale; Alfredo Balzarini
- 1959: Tipi da spiaggia; Pasubio Giovinezza
- 1959: La Pica sul Pacifico; Roberto De Nobel
- 1959: Guardatele ma non toccatele; Valentino La Notte marsall
- 1960: I baccanali di Tiberio; Primo, a buszsofőr
- 1960: I genitori in blue-jeans; Renzino
- 1960: Te mit szólsz hozzá? (Tu che ne dici?); Solitario
- 1960: Il principe fusto; szerzetes
- 1960: Van, aki hidegen szereti (A noi piace freddo…!); Ugo Bevilacqua
- 1960: Il mio amico Jekyll; Fabius professzor / Giacinto Floria
- 1960: Le olimpiadi dei mariti; Ugo Bitetti
- 1960: Femmine di lusso; Ugo Lemeni
- 1960: Un dollaro di fifa; Alamo
- 1961: Psycosissimo; Ugo Bertolazzi
- 1961: Gli incensurati; Farinon
- 1961: A kegyelmes úr mégis marad (Sua Eccellenza si fermò a mangiare); Ernesto
- 1961: Mily öröm élni/Boldog élet (Che gioia vivere); anarchista
- 1961: 5 marines per 100 ragazze; Imparato őrmester
- 1961: A szövetséges (Il federale); Primo Arcovazzi
- 1961: La ragazza di mille mesi; Maurizio d’Alteni
- 1961: A kitartott (Il mantenuto); Stefano Garbelli (név nélkül), rendező is
- 1961: Pugni, pupe e marinai; Campanai főnök / Tognazzi
- 1961: I magnifici tre; Domingo
- 1962: Una domenica d’estate; Benito
- 1962: La voglia matta; Antonio Berlinghieri
- 1962: La cuccagna; autóvezető
- 1962: I tromboni di Fra Diavolo; Visicato őrmester
- 1962: I motorizzati; Achille Pestani
- 1963: Római menetelés (La marcia su Roma); Umberto Gavazza
- 1963: A legolcsóbb nap (Il giorno più corto); Pecoraio
- 1963: Agymosás (Ro.Go.Pa.G.), az Il pollo ruspante című epizódban; Togni
- 1963: A szerelem órái (Le ore dell’amore); Gianni
- 1963: Méhkirálynő (Una storia moderna – L’ape regina);[9] Alfonso
- 1963: Szörnyetegek (I Mostri); apa / rendőr / Stefano
- 1963: Törvényen kívüli házasok (I fuorilegge del matrimonio); Vasco Timballo
- 1963: Follie d’estate; a doktor (archív)
- 1964: Alta infedeltà (a Gente moderna című epizódban); Cesare
- 1964: Többgyermekes agglegény (Liolà); Liolà
- 1964: Egy rendkívüli nő (La donna scimmia);[10] Antonio Focaccia
- 1964: La vita agra; Luciano Bianchi
- 1964: A felszarvazott (Il magnifico cornuto); Andrea Artusi
- 1964: Kontraszex (Controsesso) (az Il Professore című epizódban); a professzor
- 1965: Amerikai feleség (Una moglie americana); Riccardo Vanzi
- 1965: Komplexusok (I Complessi), az Il complesso della schiava nubiana epizódban); Gildo Beozi professzor
- 1965: Én jól ismerem őt (Io la conoscevo bene); Gigi Baggini
- 1965: Ma, holnap, holnapután (Oggi, domani, dopodomani), a L’uomo dei 5 palloni epizódban, autós férfi (nem szerepel a stáblistán)
- 1965: Házasság olasz módra (Menage all'italiana); Carlo Vignola Federico Valdesi
- 1965: Nászinduló (Marcia nuziale); Igor Savoia / Michele / Frank
- 1966: Becsületbeli ügy (Una questione d’onore); Efisio Mulas
- 1966: I nostri mariti, az Il marito di Attilia ovvero nei secoli fedeli c. epizódban; Appuntato Umberto Codegato
- 1966: Le piacevoli notti; Uguccione de’ Tornaquinci
- 1967: Az orrfütty / A sípoló orr (Il fischio al naso); Giuseppe Inzerna
- 1967: Egy erkölcstelen férfi (L’immorale) ; Sergio Masini
- 1967: A családapa (Il padre di famiglia); Romeo
- 1967: Én, én, én… és a többiek (Gli Altri, gli altri e noi), nem szerepel a stáblistán
- 1968: L’uomo dei cinque palloni; autós férfi
- 1968: Ölj meg, csak csókolj! (Straziami, ma di baci saziami); Umberto Ciceri
- 1968: Barbarella; Mark Hand
- 1968: Igen, uram! (Sissignore); Oscar Pettini (rendező is)
- 1968: La bambolona; Giulio Broggini
- 1968: Satyricon (rendező Gian Luigi Polidoro, nem azonos Federico Fellini filmjével); Trimalchione
- 1969: Disznóól (Porcile); Herdhitze
- 1969 Kisvárosi felügyelő (Il commissario Pepe); Antonio Pepe rendőrfelügyelő
- 1969: A karbonárik / Az Úr esztendejében (Nell’anno del Signore); Agostino Rivarola bíboros
- 1970: Cuori solitari; Stefano
- 1970: FBI – Francesco Bertolazzi investigatore, tévésorozat; Francesco Bertolazzi (rendező is)
- 1970: Splendori e miserie di Madame Royale; Alessio / Madame Royale
- 1970: Jöjjön el egy kávéra hozzánk! (Venga a prendere il caffè… da noi); Emerenziano Paronzini
- 1970: A kalifanő (La califfa); Annibale Doberdò
- 1971: Adós, fizess! (Stanza 17-17 palazzo delle tasse, ufficio imposte); Ugo La Strizza
- 1971: Nászéjszaka a börtönben (La supertestimone); Marino Bottecchia „Mocassino”
- 1971: Az olasz nép nevében (In nome del popolo italiano) ; Mariano Bonifazi
- 1972: Egy különös szerelem (Questa specie d’amore); Federico atya
- 1971: Az audiencia (L’udienza); Aureliano Diaz
- 1972: A mester és Margarita (Il maestro e Margherita); Nyikolaj Afanaszjevics Makszudov (a „Mester”)
- 1972: A tábornok állva alszik (Il generale dorme in piedi); Umberto Leone ezredes
- 1973: Az ezredeseket akarjuk (Vogliamo i colonnelli); a Tiszteletreméltó Giuseppe „Beppe” Tritoni
- 1973: A nagy zabálás (La grande bouffe); Ugo
- 1973: A tulajdon már nem lopás (La proprietà non è più un furto); Macellaio
- 1974: Fehér asszonyt ne érints! / Ne nyúlj a fehér nőhöz! (Touche pas à la femme blanche); Mitch
- 1974: Permettete signora che ami vostra figlia? ; Gino Pistone
- 1974: Olcsó regény (Romanzo popolare); Giulio Basletti
- 1975: La mazurka del barone, della santa e del fico fiorone; Anteo Pellacani báró
- 1975: A harmadik fokozat (La faille); Georgis
- 1975: Férfiak póráz nélkül (Amici miei); Lello Mascetti
- 1975: Narancsos kacsasült (L’anatra all'arancia); Livio Stefani
- 1976: Fehér telefonok (Telefoni bianchi); Adelmo
- 1976: Rossz gondolatok (Cattivi pensieri); Mario Marani  (rendező is)
- 1976: Signore e signori, buonanotte; tábornok a WC-n / Meneláosz nyugalmazott vasútfelügyelő
- 1976: Al piacere di rivederla; Mario Aldara
- 1977: La stanza del vescovo; Mario
- 1977: Nenè; Baffo (nem szerepel a stáblistán)
- 1977: Casotto; Alfredo Cerquetti
- 1977: A macska rejtélyes halála (Il gatto); Amedeo Pecoraro
- 1977: Új szörnyetegek (I nuovi mostri), három epizódban; a férj / a kismadár / a fiú
- 1978: Zugügyvéd zavarban (La mazzetta); Assenza felügyelő
- 1978: Első szerelem (Primo amore); Ugo Cremonesi „Picchio”
- 1978: Őrült nők ketrece (La cage aux folles); Renato Baldi
- 1978: Hová mész nyaralni? (Dove vai in vacanza?), a Sarò tutta per te c. epizódban; Enrico
- 1979: Forgalmi dugó (L’ingorgo), a professzor
- 1979: Éjszakai utazók (I viaggiatori della sera); Orso Banti  (rendező is)
- 1980: A terasz (La terrazza); Amedeo
- 1980: Fotogén vagyok (Sono fotogenico); önmaga
- 1980: Arrivano i bersaglieri; Don Prospero
- 1980: Szexis hétvége (Les séducteurs); az Armando’s notebook c. epizódban; Armando
- 1980: Őrült nők ketrece 2. – Kémek a lokálban (La cage aux folles II); Renato Baldi
- 1981: Egy nevetséges ember tragédiája (La tragedia di un uomo ridicolo); Primo Spaggiari
- 1982: Nem örökkön, nem örökké (Scusa se è poco); Carlo Reani
- 1982: Amici miei – Atto II; Raffaello Mascetti gróf
- 1983: Scherzo del destino in agguato dietro l’angolo come un brigante da strada; Vincenzo De Andreiis
- 1983: Il petomane; Joseph Pujol
- 1984: A pajzán Dagobert király (Le Bon roi Dagobert); Honóriusz pápa és élete párja
- 1984: Bertoldo, Bertoldino e… Cacasenno; Bertoldo
- 1984: Fatto su misura; Nathan doktor
- 1985: Sogni e bisogni, tévé-minisorozat; Matteo De Amicis
- 1985: Őrült nők ketrece 3. – Az esküvő (La cage aux folles III - „Elles” se marient); Renato Baldi
- 1985: Amici miei – Atto III; Lello Mascetti
- 1986: Yiddish Connection; Móse
- 1987: Az utolsó perc (Ultimo minuto); Walter Ferroni
- 1987: Ki a csuda ez a fiú? (Qui c'est ce garçon?); tévé-minisorozat; Renzo, Marie férje
- 1988: Arrivederci e grazie; Carlo
- 1988: I giorni del commissario Ambrosio; Giulio Ambrosio
- 1989: Tolérance; Marmant
- 1990: La batalla de los Tres Reyes; Carlo di Palma
- 1991: Una famiglia in giallo (tévéfilm); önmaga

## Díjak és jelölések
Berlini filmfesztivál
- 1967 jelölés Az orrfütty (Arany Medve-jelölés)

Cannes-i filmfesztivál
- 1981 díj Egy nevetséges ember tragédiája (legjobb férfi alakítás)

Mar Del Plata-i filmfesztivál
- 1964 díj Szörnyetegek (legjobb férfi színész) (megosztva Vittorio Gassmannal)
- 1970 díj Kisvárosi felügyelő (legjobb férfi színész)

David di Donatello-díj
- 1971 díj A Kalifa (legjobb férfi színész)
- 1976 díj Férfiak póráz nélkül (legjobb férfi színész, a Narancsos kacsasült című filmért is) (megosztva Adriano Celentanóval)

Ezüst Szalag díj
- 1964 díj A méhkirálynő (legjobb férfi színész)
- 1966 díj Én jól ismerem őt (legjobb férfi mellékszereplő)
- 1969 díj La Bambolona (legjobb férfi színész)
- 1982 díj Egy nevetséges ember tragédiája (legjobb férfi színész)

Golden Globe-díj
- 1968 jelölés Egy erkölcstelen férfi (legjobb férfi színész, musical/vígjáték kategóriában)